# Rivière du Lamentin
Rivière du Lamentin är ett vattendrag i Guadeloupe (Frankrike). Det ligger i den centrala delen av Guadeloupe, 30 km norr om huvudstaden Basse-Terre.